# Années 1550
Les années 1550 couvrent la période de 1550 à 1559.

## Événements
- 1550-1850 : début du petit âge glaciaire ou phase de Fernau[1].
- 1550-1580 : la pression des Oromos sur l’Éthiopie ne peut plus être contenue[2].
- 1550 : controverse de Valladolid, débat organisé à l'initiative de l'empereur Charles Quint qui oppose le théologien Sepúlveda qui défend la colonisation de l'Amérique par la force, au Dominicain Bartolomé de Las Casas qui préconise une colonisation pacifique[3]. En 1556, Philippe II d'Espagne marque la fin de la Conquista en remplaçant l'usage du mot, ainsi que celui conquistador, par descubrimiento et pobladores (découverte et colons)[4].
- 1550-1560 : apogée des profits des raids des flibustiers contre les convois espagnols[5].
- Vers 1550 : les premiers esclaves noirs arrivent au Brésil pour travailler dans les plantations de canne à sucre[6].
- 1552 : campagne ottomane contre Ormuz[7].
- 1553-1564 : guerre civile au Japon. Batailles de Kawanakajima (1553, 1555, 1557, 1561, 1564)[8].
- 1553-1558 : première rébellion Mapuche au Chili[9].

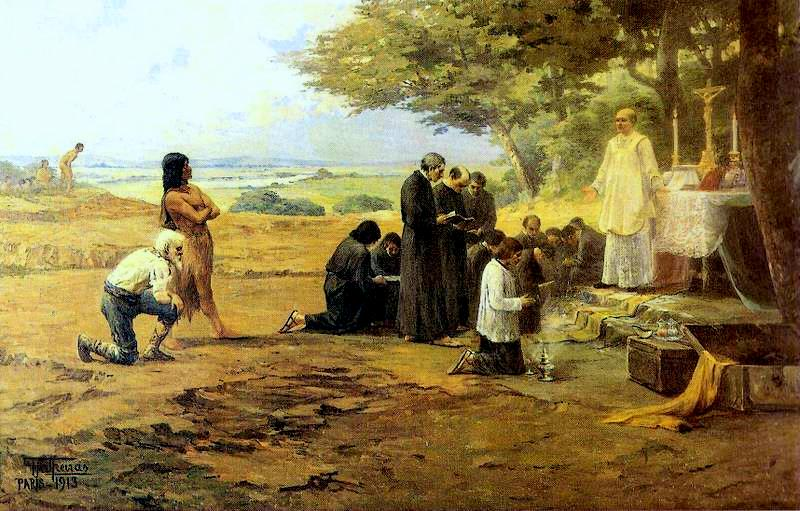
Fondation de la mission de São Paulo, par José de Anchieta.

- 1554 : fondation de la ville de São Paulo par le père José de Anchieta et les missionnaires Jésuites[10].
- 1555-1560 : colonie de la France antarctique fondée par Villegagnon dans la baie de Rio de Janeiro[11].
- 1555 : paix d'Amasya entre Ottomans et Séfévides[12].
- 1555-1558 : apogée des razzias des pirates japonais Wakō contre la Chine des Ming, en particulier contre Yangzhou[13].
- 1556 : 
  - tremblement de terre de Shaanxi le plus meurtrier de l'histoire, avec un nombre de victimes estimé à 830 000[14].
  - deuxième bataille de Pânipat ; rétablissement de l'Empire moghol en Inde[15].
- 1557 : arrivée d'une mission de jésuites en Éthiopie[16] (1557-1633).

### Europe
- Vers 1545-1555 : des communautés marranes s'installent à Londres et à Bristol. Ils se font passer pour des réfugiés calvinistes venus du continent et certains, comme Beatriz Fernandes et son époux le docteur Henrique Nuñes doivent quitter l’Angleterre en 1555[17],[18].
- 1550 : lettres patentes d'Henri II qui permettent l’installation de nouveaux chrétiens d’Espagne et du Portugal en France[19]. Il s’établissent à Bordeaux, Bayonne, Saint-Jean-de-Luz et Biarritz[20].
- 1550-1561 : creusement du canal entre Bruxelles et le Rupel sous la direction de Jean de Locquenghien[21].
- 1551 :
  - Russie : adoption par synode dit des « Cent Chapitres » de textes disciplinaires qui réforment l’Église russe en profondeur dans un sens strictement orthodoxe. Ces textes deviendront la référence des opposants aux réformes religieuses des tsars[22].
  - arrivée des Jésuites à Vienne[23]. Débuts de la Contre-Réforme en Autriche, encouragée par Ferdinand[24].
- 1551-1552 : 
  - seconde session du Concile de Trente[25].
  - guerre de Parme[26]. Henri II de France intervient contre Jules III.
- 1552 : voyage d'Allemagne. Siège de Metz (1552)[27].
- 1552-1556 : dixième guerre d’Italie entre les Valois et les Habsbourg[28]. Henri II soutient les Siennois révoltés contre la garnison espagnole (1552-1555)[27] et intervient en Corse contre la république de Gênes sur la proposition de Sampiero Corso (1553-1559)[29].
- 1552-1553 : seconde guerre des Margraves[30].

- 1552 :  fin de la guerre en Hongrie[31].
- 1553 : en France, la Pléiade réunie les poètes Pierre de Ronsard, Joachim du Bellay, Pontus de Tyard, Jean Antoine de Baïf, Guillaume des Autels Étienne Jodelle, Bastier de la Péruse, puis en 1555 Remy Belleau et Jacques Peletier du Mans[32].
- 1554-1555 : ouverture des premiers cafés d'Europe à Constantinople[33].
- 1555 : paix d'Augsbourg. Fin de la Guerre de Schmalkalden[30].

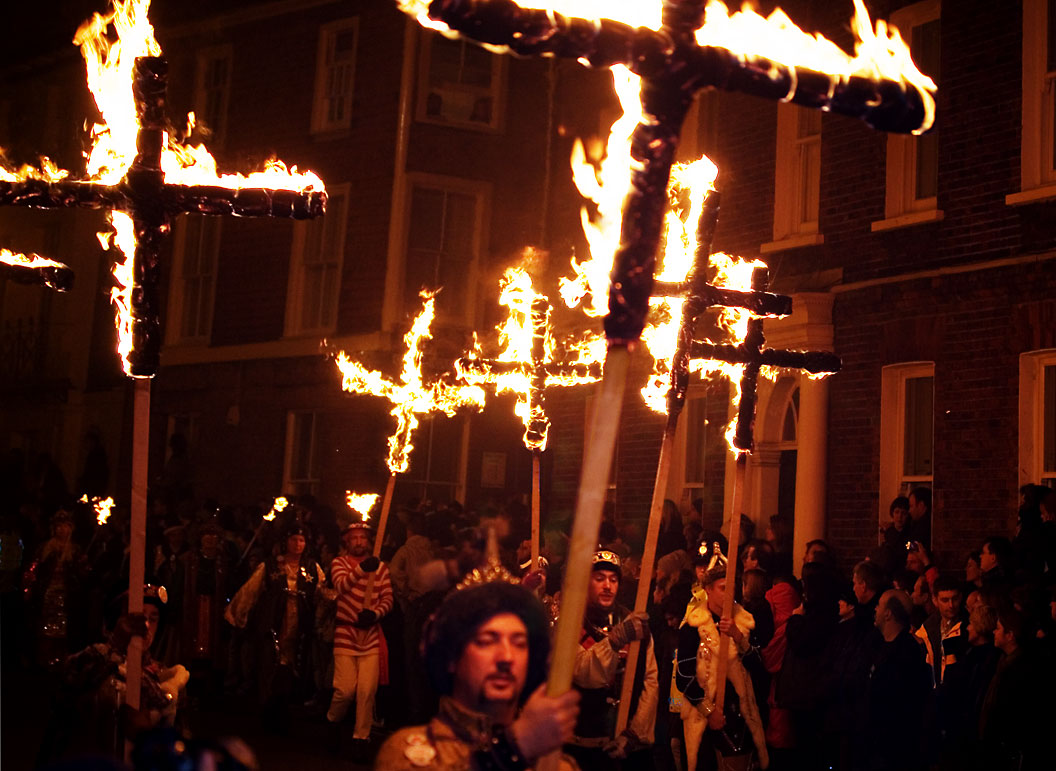
La procession du bûcher de Lewes, dans le Sussex, commémore de nuit le martyre de 17 protestants brûlés au pilori de 1555 à 1557.

- 1555-1558 : persécutions Mariales en Angleterre[34].
- 1556 : 
  - abdication de Charles Quint[27].
  - premières Églises calvinistes aux Pays-Bas[35].
- 1557-1559 : onzième guerre d'Italie. siège de Calais, bataille de Gravelines (1558). Les traités du Cateau-Cambrésis mettent fin aux guerres d'Italie[27].
- 1558 : début de la guerre de Livonie menée pendant vingt-cinq ans par Ivan IV pour ouvrir un accès à la Baltique à la Russie[36].
- 1559 : en Angleterre, le « règlement religieux élisabéthain » défini par l’Acte de suprématie et l’Acte d’Uniformité, complétés par la charte doctrinale des Trente-neuf articles en 1563, tente de créer une Église nationale médiane entre les papistes et les puritains[37].

- Index de l'Université de Paris (1544-1556), de l'Université de Louvain, de l'Inquisition portugaise (1547-1597), de Venise (1549), de l'Inquisition espagnole (1551, Censure générale des Bibles le 30 août 1554, 1559), de Venise et de Milan (1554)[38].

## Personnages significatifs
- Akbar
- Anne de Montmorency
- Bartolomé de Las Casas
- Charles Quint
- Gaspard II de Coligny
- Dragut
- Élisabeth d'Angleterre
- Emmanuel-Philibert de Savoie
- Ferdinand Ier
- Gustav Vasa
- Henri II de France
- Humâyûn
- Ivan IV de Russie
- Marie Tudor
- Paul IV
- Philippe II d'Espagne
- Salah Raïs
- Pedro de Valdivia